# Figlie di Lot

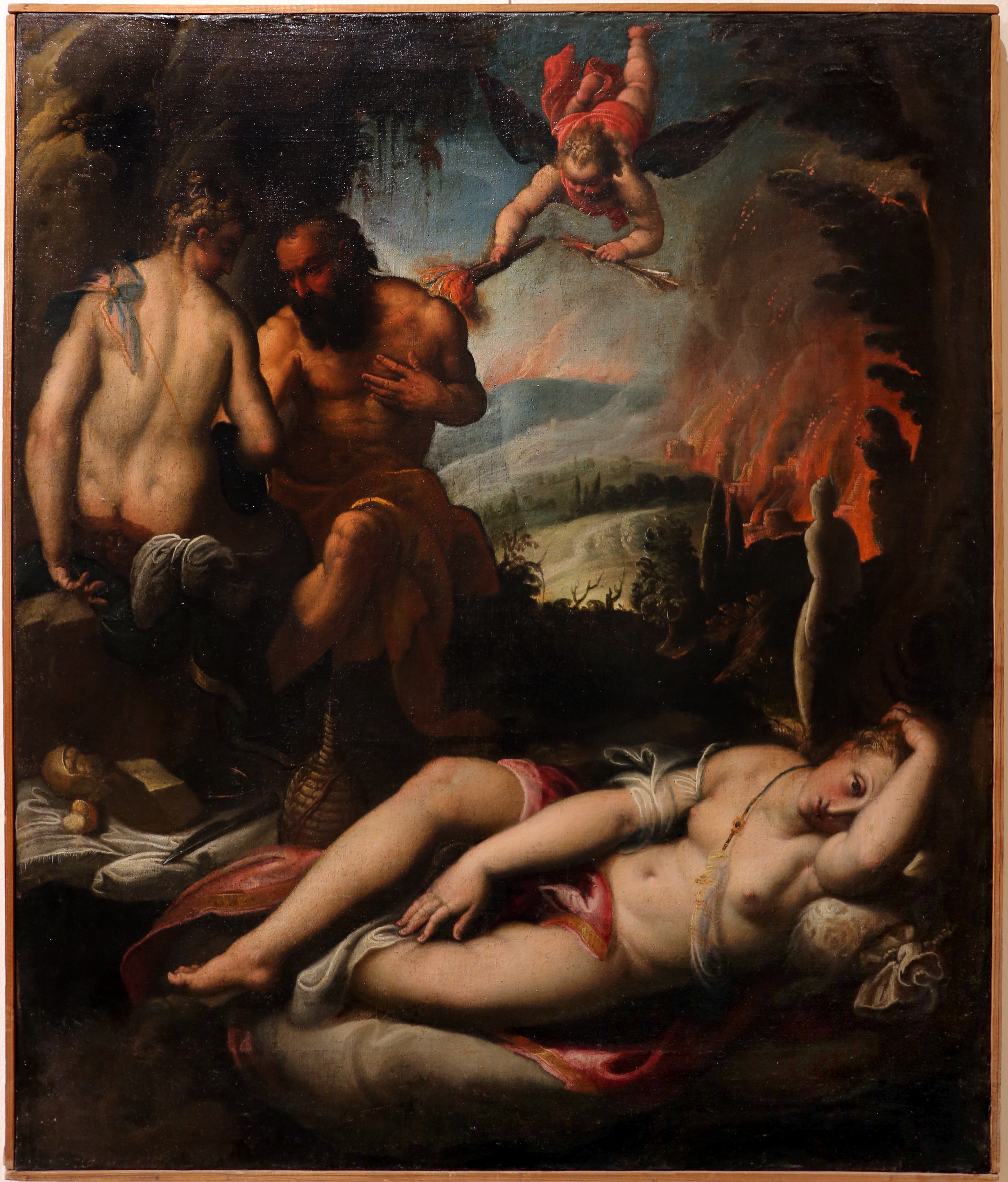

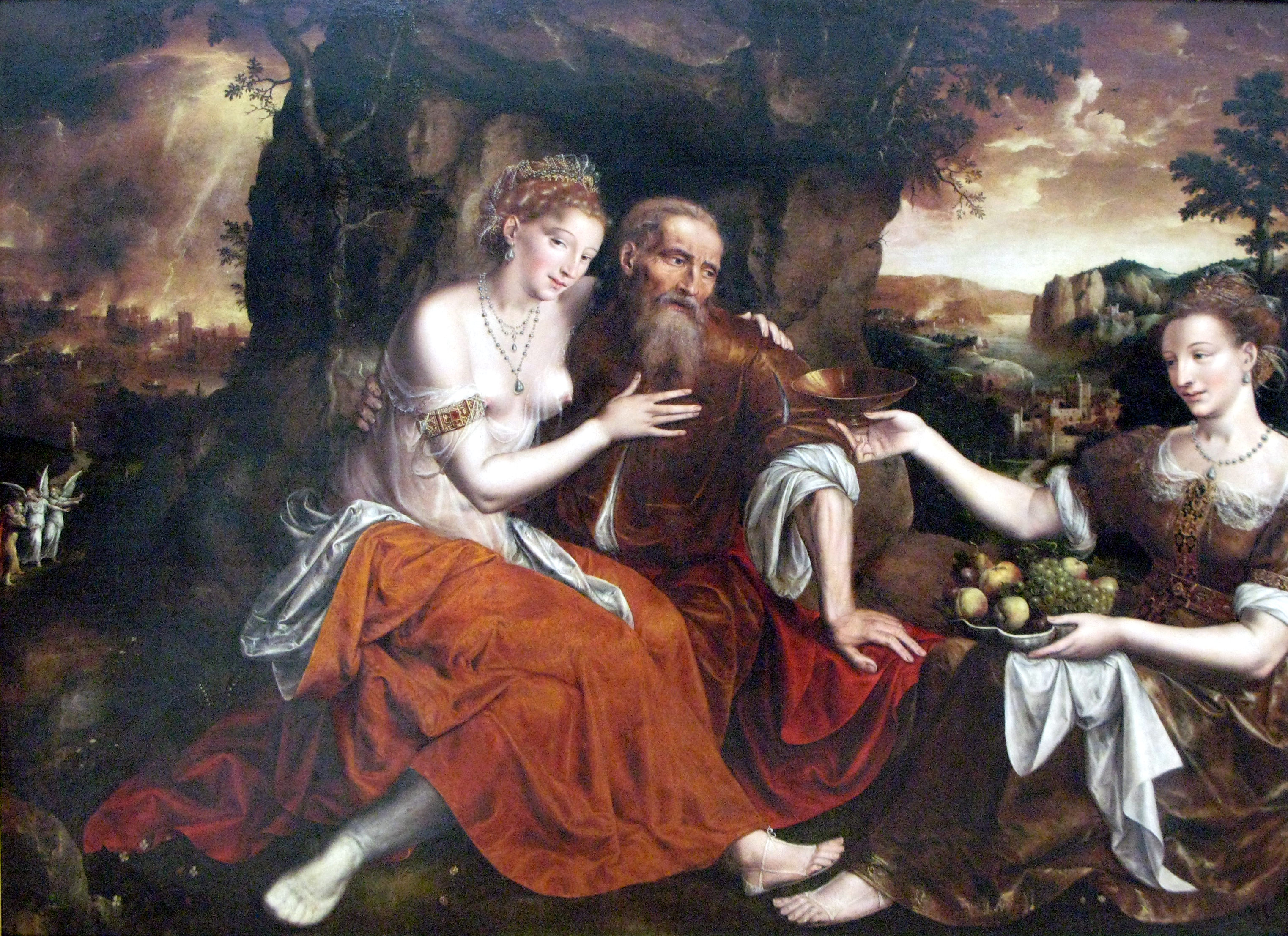
Jan Matsys, Lot e le sue figlie, 1565

Le figlie di Lot sono quattro personaggi descritti nella Bibbia, che secondo il testo furono figlie del patriarca Lot; due di esse sono menzionate in Genesi 19:1-11, ma non ne viene fornito il nome, mentre Paltith e la quarta sorella sono citate nel Libro di Jasser, che non appartiene al canone biblico, ma è ricordato da Giosuè, Re e Giudici.
Secondo la narrazione biblica, Lot diede ospitalità nella propria casa a due angeli di aspetto maschile, offrì le proprie figlie vergini alla folla di Sodoma, per salvare i due angeli, e gli angeli ostacolarono la folla per dare alla famiglia di Lot il tempo di allontanarsi dalla città, prima della distruzione divina con fuoco e zolfo. Genesi 19:14 indica che Lot aveva due generi, riguardo ai quali:
- Secondo la Bibbia ebraica le figlie erano già sposate;
- la New International Version commenta che le figlie vergini erano ancora promesse spose: Genesi 2:24-25[3] afferma in tale senso che l'uomo e la donna lasciano la dimora paterna soltanto se uniti in una sola carne dal matrimonio;

Inoltre, Robert Alter interpreta il seguente verso 
(19:15)
 come il riferimento a due coppie di figlie differenti, una che stava dietro ai due generi e un'altra che fuggì con Lot fuori da Sodoma.

Forse ignara del pericolo o, appunto, per le due figlie lasciate in città, la moglie di Lot volse lo sguardo indietro e rimase pietrificata in una statua di sale, mentre Lot e le figlie giunsero a Zoar, rifugiandosi in una grotta di montagna.
Secondo Genesi 19:30-38, le figlie di Lot, morti i generi nell'incendio di Sodoma, fecero ubriacare il padre, unendosi a lui per due notti di seguito e a sua insaputa, pur di rimanere incinte. La primogenita partorì Moab e l'altra diede alla luce Ammon.
Le figlie di Lot potrebbero aver temuto di essere gli ultimi umani sopravvissuti e aver desiderato preservare l'intera specie umana, oltreché non perdere la propria discendenza.
Robert Alter aggiunse che le figlie resero al padre un giusto castigo, commisurato alla scelta avventata di offrire le sue figlie vergini a una folla di stupratori, per dare ospitalità a degli angeli foresti.
I commentatori descrivono le azioni delle figlie di Lot come stupri. In particolare, Ester Fuchs rilevò che il testo biblico presenta le figlie di Lot come «le iniziatrici e le colpevoli di uno stupro incestuoso». 
La stessa colpa non viene invece attribuita dal testo biblico a Lot che pure espose le figlie vergini e promesse spose a uno stupro collettivo, ma difese gli angeli sacri ospiti contro la folla e da essi fu ricambiato, sempre contro la folla, durante la fuga da Sodoma.